# Guignen
Guignen település Franciaországban, Ille-et-Vilaine megyében. Lakosainak száma 4149 fő (2022. január 1.). Guignen Baulon, La Chapelle-Bouëxic, Lassy, Lohéac, Mernel, Saint-Malo-de-Phily, Saint-Senoux, Guichen, Guipry-Messac és Val d'Anast községekkel határos.

## Népesség
A település népességének változása:
| Lakosok száma | 1713 | 1933 | 2146 | 3041 | 3644 | 3821 | 3902 | 3986 | 4027 | 4149 |
|               | 1968 | 1982 | 1990 | 2006 | 2013 | 2015 | 2017 | 2019 | 2020 | 2022 |